# Frédéric Lancien
Pour les articles homonymes, voir Lancien.
Frédéric Lancien, né le 14 février 1971 à Concarneau, est un coureur cycliste français. Il a notamment été médaillé de bronze du tandem avec Denis Lemyre lors des championnats du monde de cyclisme sur piste 1991.  Champion de France du km en 1992, 6eme des Jeux Olympiques sur le km en 1992 à Barcelone, champion de France de keirin en 1995 et vainqueur de plusieurs coupes du Monde sur le km. Frédéric est marié avec Nathalie Even-Lancien, également cycliste.
En 1996, il est contrôlé positif à la nandrolone, à la suite d'un grave accident survenu lors des championnats du monde en Colombie en 1995 avec son coéquipier de l’équipe de France Patrice Sulpice. Il est suspendu 6 mois dont 2 fermes lors de sa convalescence. Il a repris la compétition à la suite de cet accident en 1998.

## Palmarès

### Jeux olympiques
- Barcelone 1992
  - 6e du kilomètre

### Championnats du monde
- 1991
  -  Médaillé de bronze du tandem

### Coupe du monde
- 1995
  - 2e du kilomètre à Cottbus
  - Vainqueur de la coupe du Monde du Kilomètre à Hyères en 1992 Et 1993
- 1998
  - 2e du kilomètre à Victoria
  - 2e de la vitesse par équipes à Victoria

### Championnats nationaux
- 1992
  -  Champion de France du kilomètre
  - 3e de la vitesse
- 1995
  -  Champion de France du keirin
  - 2e de la vitesse
  - 2e du kilomètre